# Horismenus ashmeadii
Horismenus ashmeadii är en stekelart som först beskrevs av Dalla Torre 1898.  Horismenus ashmeadii ingår i släktet Horismenus och familjen finglanssteklar. Inga underarter finns listade i Catalogue of Life.